# Bengt Andersson (dansare)
Bengt Olof Andersson, född 1 november 1933 i S:t Matteus församling, Stockholm, död 16 september 1977, var en svensk balettdansör. 
Andersson var son till kontoristen Karl August Andersson (1896–1960) och Anna Kristina, ogift Nilsson (1901–1998). Bengt Andersson utvandrade på 1950-talet till USA. Han begravdes i familjegraven på Skogskyrkogården i Stockholm.

## Filmografi (urval)
- 1957 – Med glorian på sned
- 1954 – Dans på rosor